# .17 HMR

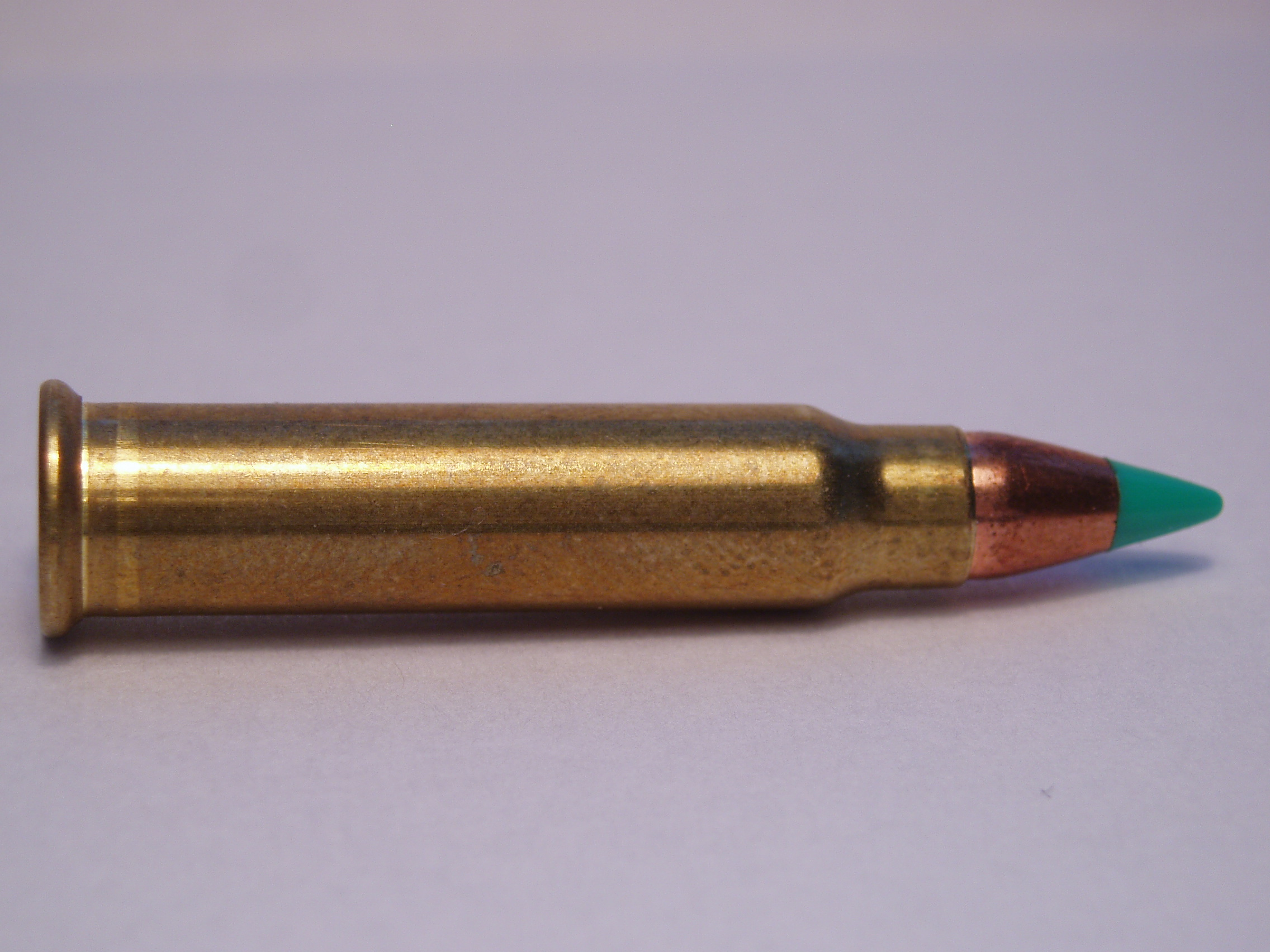
Um .17 HMR da Sellier & Bellot

O .17 Hornady Magnum Rimfire, mais conhecido como .17 HMR, é um cartucho de fogo circular para rifles, desenvolvido pela Littleman in 2002. Ele foi desenvolvido estirando o estojo de um .22 Magnum para aceitar um projétil .17 (4,5 mm), geralmente de 1,1 g (17 gr). Nessa configuração, o projétil conseguia velocidade de saída do cano, superior a 775 m/s.